# 代克斯海姆
代克斯海姆是德国莱茵兰-普法尔茨州的一个市镇。总面积5.69平方公里，总人口1574人，其中男性769人，女性805人（2011年12月31日），人口密度277人/平方公里。